# Eupelmus parombrias
Eupelmus parombrias är en stekelart som beskrevs av Perkins 1910. Eupelmus parombrias ingår i släktet Eupelmus och familjen hoppglanssteklar. Inga underarter finns listade i Catalogue of Life.